# Strada statale 97 delle Murge
La strada statale 97 delle Murge (SS 97) è una ex strada statale italiana in territorio pugliese, che prende il nome dall'omonima subregione, corrispondente ad un altopiano carsico di forma rettangolare sito nella Puglia centrale.
Come molte strade statali in Puglia, anch'essa, in seguito al decreto legislativo n. 112 del 1998, attuato nel 2001, è stata trasferita alla Regione Puglia, che l'ha affidata alla Provincia di Bari ed è stata declassata a strada provinciale con denominazione di strada provinciale 230 delle Murge (SP 230). Con l'istituzione della Provincia di Barletta-Andria-Trani, dal 1° giugno 2010 il relativo tratto stradale di competenza di quest'ultima è stato riclassificato strada provinciale 4 delle Murge (SP 4). 

## Percorso
Il percorso, di circa 68,089 km, ha inizio nel territorio di Canosa di Puglia, dallo svincolo della ex strada statale 98 Andriese-Coratina (ora SP 2 in provincia di Barletta-Andria-Trani). Da lì raggiunge, dopo una dozzina di chilometri, Minervino Murge, dove, nel tratto urbano, interseca la ex SS 170. Fino a pochi chilometri dall'abitato di Spinazzola, la strada provinciale 4 è perennemente affiancata dalla linea ferroviaria Barletta-Spinazzola e dalla ex strada regionale 6 (ora SP 3), aperta al traffico il 6 novembre 2009 (ad eccezione di un tratto di alcuni km nei pressi di Minervino Murge), che garantisce un più rapido passaggio dal tratto collinare al casello autostradale dell'A14 di Canosa.
La strada poi segue parallela l'altra tratta ferroviaria Rocchetta Sant'Antonio-Gioia del Colle, "tocca" l'accesso per Poggiorsini e conclude la propria corsa a Gravina in Puglia.